# Йохана фон Ханау-Лихтенберг (1507 – 1572)
Йохана фон Ханау-Лихтенберг (на немски: Johanna von Hanau-Lichtenberg; * 1507; † 27 януари 1572 в дворец Еберщайн при Гернсбах) е графиня от Графство Ханау-Лихтенберг и чрез женитба графиня на Еберщайн.
Тя е най-възрастната дъщеря на граф Филип III фон Ханау-Лихтенберг (1482 – 1538) и на маркграфиня Сибила фон Баден (1485 – 1518).
Йохана се омъжва на 6 ноември 1522 г. за граф Вилхелм IV фон Еберщайн (1497 – 1562), който от 1546 до 1555 г. е президент на имперския камерен съд. Двамата имат децата:
- Филип II (1523 – 1589), императорски съветник, 1577 получава опекун заради „душевна“ болест
- Анна (1524 – 1546)
- Елизабет (1526 – 1555)
- Фелицитас (1527 – 1565), абатиса на Гересхайм
- Кунигунда (1528 – 1575), омъжена за граф Фробен Христоф фон Цимерн (1519 – 1566)
- Вилхелм (1529 – 1561), каноник в Страсбург и Кьолн
- Сибила (1531 – 1589), омъжена за граф Маркус Фугер (1529 – 1597)
- Бруно (* 1532)
- Ото (1533 – 1576), духовник, императорски съветник, полковник, удавен в Антверпен
- Анна (1536 – 1537)

Йохана е погребана на 29 януари 1572 г. в църквата на Гернсбах.